# A. P. J. Abdul Kalam
Avul Pakir Jainulabdeen "A. P. J." Abdul Kalam (tiếng Tamil: அவுல் பகீர் ஜைனுலாப்தீன் அப்துல் கலாம்; phát âmⓘ; 15 tháng 10 năm 1931 – 27 tháng 7 năm 2015) là Tổng thống thứ 11 của Ấn Độ, tại nhiệm từ năm 2002 tới năm 2007. Kalam là nhà khoa học miễn cưỡng trở thành một chính trị gia. Ông nghiên cứu vật lý và kỹ thuật hàng không vũ trụ và đóng góp rất lớn vào phát triển chương trình tên lửa của Ấn Độ. Ông đã nhận được nhiều giải thưởng uy tín, bao gồm cả Bharat Ratna, vinh danh dân sự cao nhất của Ấn Độ.

## Tiểu sử
Avul Pakir Jainulabdeen Abdul Kalam sinh ngày 15/10/1931 trong một gia đình Hồi giáo Tamil ở Rameswaram tại bang of Tamil Nadu. Cha ông là Jainulabudeen, một người chủ sở hữu thuyền và mẹ ông là Ashiamma, làm nội trợ.
Cha ông sở hữu một chiếc phà chở người hành hương Hindu qua lại giữa Rameswaram và Dhanushkodi, nay không có ai tới nữa. Kalam là người con bé nhất trong gia đình 4 trai 1 gái. Ông xuất thân từ một gia đình nghèo và bắt đầu làm việc lúc còn nhỏ để kiếm thêm thu nhập của gia đình. Sau khi hoàn tất trung học, Kalam phân phối báo chí để đóng góp vào thu nhập của cha mình. Trong những năm trung học, cậu đã có điểm số trung bình nhưng đã được mô tả học sinh xuất sắc và chăm chỉ và là người có một ước muốn học tập mạnh mẽ và dành nhiều thời giờ cho học tập, đặc biệt là môn toán học.

## Sự nghiệp khoa học
Ông đã trải qua bốn thập kỷ sau đó làm nhà khoa học và khoa học quản trị, chủ yếu là ở Tổ chức Phát triển và Nghiên cứu Quốc phòng (DRDO) và Tổ chức Nghiên cứu Vũ trụ Ấn Độ (ISRO) và đã tham gia mật thiết trong chương trình không gian dân sự của Ấn Độ và những nỗ lực phát triển tên lửa quân sự. Do đó ông đã được biết đến như là Missile Man of India (người tên lửa Ấn Độ) vì các đóng góp của ông vào sự phát triển của công nghệ tên lửa đạn đạo và tên lửa đẩy. Ông cũng đóng một vai trò then chốt trong tổ chức, kỹ thuật và chính trị của thử nghiệm hạt nhân Pokaran-II của Ấn Độ vào năm 1998, lần đầu tiên kể từ vụ thử hạt nhân ban đầu của Ấn Độ năm 1974.

## Sự nghiệp chính trị
Kalam được bầu làm Tổng thống của Ấn Độ trong năm 2002 với sự ủng hộ của cả hai Đảng Đảng Bharatiya Janata và Đảng đối lập Đảng Quốc Đại Ấn Độ. Sau khi phục vụ một nhiệm kỳ năm năm, ông trở về phục vụ công tác dân sự trong ngành giáo dục, viết sách và dịch vụ công cộng.

## Sách và tài liệu
Sách của Kalam
- Developments in Fluid Mechanics and Space Technology by A P J Abdul Kalam and Roddam Narasimha; Indian Academy of Sciences, 1988[8]
- India 2020: A Vision for the New Millennium by A P J Abdul Kalam, Y S Rajan; New York, 1998.[9]
- Wings of Fire: An Autobiography by A P J Abdul Kalam, Arun Tiwari; Universities Press, 1999.[2]
- Ignited Minds: Unleashing the Power Within India by A P J Abdul Kalam; Viking, 2002.[10]
- The Luminous Sparks by A P J Abdul Kalam, by; Punya Publishing Pvt Ltd, 2004.[11]
- Mission India by A P J Abdul Kalam, Paintings by Manav Gupta; Penguin Books, 2005[12]
- Inspiring Thoughts by A P J Abdul Kalam; Rajpal & Sons, 2007[13]
- Indomitable Spirit by A P J Abdul Kalam; Rajpal and Sons Publishing[14]
- Envisioning an Empowered Nation by A P J Abdul Kalam with A Sivathanu Pillai; Tata McGraw-Hill, New Delhi
- You Are Born To Blossom: Take My Journey Beyond by A P J Abdul Kalam and Arun Tiwari; Ocean Books, 2011.[15]
- Turning Points: A journey through challenges by A P J Abdul Kalam; Harper Collins India, 2012.[16]
- Target 3 Billion" by A P J Abdul Kalam and Srijan Pal Singh; December 2011 | Publisher Penguin Books.
- My Journey: Transforming Dreams into Actions by A P J Abdul Kalam; August 2013 by the Rupa Publication.
- A Manifesto for Change: A Sequel to India 2020 by A P J Abdul Kalam and V Ponraj; July 2014 by Harper Collins.[17]
- Forge your Future: Candid, Forthright, Inspiring by A P J Abdul Kalam; by Rajpal and Sons, ngày 29 tháng 10 năm 2014.[18]
- Reignited: Scientific Pathways to a Brighter Future by A P J Abdul Kalam and Srijan Pal Singh; by Penguin India, ngày 14 tháng 5 năm 2015.[19]
- Transcendence My Spiritual Experiences with Pramukh Swamiji by A P J Abdul Kalam; June 2015 by Harper Collins India Publication.[20]

Sách về ông
- Eternal Quest: Life and Times of Dr Kalam by S Chandra; Pentagon Publishers, 2002.[21]
- President A P J Abdul Kalam by R K Pruthi; Anmol Publications, 2002.[22]
- A P J Abdul Kalam: The Visionary of India by K Bhushan, G Katyal; A P H Pub Corp, 2002.[23]
- A Little Dream (documentary film) by P. Dhanapal; Minveli Media Works Private Limited, 2008.[24]
- The Kalam Effect: My Years with the President by P M Nair; Harper Collins, 2008.[25]
- My Days With Mahatma Abdul Kalam by Fr A K George; Novel Corporation, 2009.[26]